# Antonio Chichiarelli
Antonio Giuseppe Chichiarelli, noto con il soprannome di Tony (Magliano de' Marsi, 2 gennaio 1948 – Roma, 28 settembre 1984), è stato un mafioso italiano, legato alla banda della Magliana.
Nato in Abruzzo, fu conosciuto dalle forze dell'ordine sin dal 1967, quando venne accusato di scippo; seguirono negli anni vari arresti, ma soltanto dopo la sua morte tragica, avvenuta probabilmente per un regolamento di conti, venne identificato quale autore di uno dei più clamorosi episodi di depistaggio della storia italiana, nonché quale autore della cosiddetta "rapina del secolo" ai danni della Brink's Company.
I cinque processi del Caso Moro hanno accertato che fu lui a confezionare il falso comunicato numero sette ("Il comunicato del Lago della Duchessa", fingendo che fosse stato redatto dalle Brigate Rosse) durante i 55 giorni del sequestro, ma non venne mai accertato chi fu a commissionarglielo.
Le sue conoscenze spaziavano dall'estremismo neofascista (NAR), passando per le frequentazioni con esponenti di spicco della malavita italiana (Banda della Magliana), delle organizzazioni paramilitari (Organizzazione Gladio), in particolare con Giuseppe Santovito e Amos Spiazzi
Il 28 settembre 1984 venne ucciso in un agguato nei pressi della sua abitazione nel quartiere Talenti a Roma.

## Biografia
Antonio Giuseppe Chichiarelli nacque a Rosciolo, frazione di Magliano de' Marsi (AQ), un paese dell'Abruzzo arroccato sull'Appennino centrale. Nel 1951 rimase orfano di madre, e perse anche due fratelli prima del 1960. Frequentò le scuole elementari e medie in un collegio dell'Aquila. Il rendimento scolastico non era dei migliori, eccezion fatta per il disegno e la pittura, nei quali eccelleva. Dopo le medie, nel 1962 non proseguì gli studi.
Nel 1965, nel paese, si sparse la voce che Tony avesse indebitamente sottratto due tele dalla chiesa medioevale per il solo gusto di riprodurle. Nel 1968/1969 espletò il servizio di leva nel corpo degli Alpini. Una volta congedatosi, partì per Roma.
Nel 1970 fu arrestato dalle Forze dell'Ordine per possesso di pistole e mitra, ma venne rilasciato quasi immediatamente. I primi anni nella capitale furono anni difficili per Tony, che spesso non aveva un domicilio fisso. Furti, scippi, truffe e ricettazione gli consentirono di avere auto, moto e donne, ma anche i primi guai con la legge, venendo arrestato due volte, rispettivamente nel 1973 e nel 1976. Inoltre, nel 1976, simpatizzando per l'estrema sinistra, gravitò nell'ambito dell'Autonomia capitolina. Nel corso della seconda carcerazione, a Regina Coeli, divenne molto amico di uno dei futuri capi della Banda della Magliana, Danilo Abbruciati, implicato nello spaccio di droga e nel giro delle rapine, e con contatti con l'estremismo di destra e con la Mafia.
Abbruciati e Tony diventarono amici, tanto che, al momento di fondare la banda (1976), nei primi mesi del 1977, Abbruciati lo introdusse nel giro dello spaccio di stupefacenti, dello sfruttamento della prostituzione, delle rapine, dell'usura, del riciclaggio, delle scommesse sportive clandestine e delle estorsioni. Lo presentò anche al capo carismatico della Banda della Magliana, Franco Giuseppucci. Tony iniziò quindi ad arricchirsi molto. Nel frattempo, tramite Abbruciati, Tony fece la conoscenza con il rappresentante di Cosa Nostra nella capitale, Pippo Calò, e col Clan dei marsigliesi, che – a quel tempo – si dividevano il mercato della droga nella capitale.
Anche Flavio Carboni ed agenti dei servizi segreti erano in contatto con Abbruciati e per suo tramite con Chichiarelli.
Nel corso del 1977 incontrò Chiara Zossolo, che possedeva una galleria d'arte a Trastevere e che lo introdusse nel mercato dell'arte, in cui cominciò a realizzare e vendere Falsi d'autore. Nel settembre del 1977, Tony aprì un negozio di mobili ed attrezzature per l'ufficio: proprio dal suo negozio uscì la macchina da scrivere con cui fu redatto il falso comunicato n. 7 delle Brigate Rosse durante il rapimento di Aldo Moro. Nel gennaio del 1978, Tony prese in affitto, per una cifra allora assai elevata (950.000 lire mensili) una lussuosa villa in Viale Sudafrica, nell'esclusivo quartiere dell'EUR, dove andò a vivere con Chiara, che di lì a poco divenne sua moglie. Nonostante le sue simpatie politiche per la sinistra extraparlamentare, Tony, in qualità di componente della Banda della Magliana (legata a filo doppio con i NAR), non esitò a frequentare terroristi di stampo neofascista quali Francesca Mambro e suo marito Giuseppe Valerio Fioravanti, Alessandro Alibrandi, Massimo Sparti, Massimo Carminati ed altri esponenti di spicco dell'eversione di destra. Tramite la moglie, Tony fece pure la conoscenza di un trafficante di materiale tecnologico con la Libia, nonché informatore dei Carabinieri, tal Luciano Dal Bello. Dal Bello, divenuto amico di Tony, stilò un rapporto su di lui, mettendolo nel contempo in contatto con elementi del tentato Golpe Borghese, soprattutto con un informatore della Polizia, tal Giacomo Comacchio.
Nel gennaio 1983 conosce Cristina Cirilli, ex commessa di negozio, una ventenne che gli darà un figlio, nell'agosto 1984, un mese prima della sua morte.

### La Banda della Magliana
La Banda della Magliana, la più potente organizzazione criminale romana tra il 1976 e il 1990 (quando venne ucciso in pieno giorno il suo ultimo capo, Enrico De Pedis), iniziò la sua attività nel 1977 nel ramo dei rapimenti ed estese i suoi interessi in ogni ambito criminale. I suoi legami spaziavano dall'estremismo di destra (riciclavano il denaro a favore dei NAR e da essi ricevevano armi), alla malavita italiana (Pippo Calò in rappresentanza della Mafia e Raffaele Cutolo della Camorra) e straniera (Clan dei marsigliesi, Narcos colombiani e boliviani), ai Servizi Segreti, alla Massoneria, all'Opus Dei.
Tony fu certamente a conoscenza dei tentativi di giungere a una conclusione positiva del rapimento di Moro: lo Stato incaricò i Servizi Segreti nella persona di Enzo Casillo di trattare con Raffaele Cutolo quale intermediario per giungere alla prigione di Moro grazie all'aiuto della Banda della Magliana e, forse, fu a conoscenza dell'informazione data ad un altro esponente dei Servizi Segreti, Antonio Labruna, circa l'esatta localizzazione del covo brigatista di Via Gradoli.
Il declino della Banda della Magliana e di tutti i suoi affiliati (quindi anche di Tony) inizia il 13 settembre 1980, quando a Trastevere viene assassinato Franco Giuseppucci (Er Negro), uno dei capi della banda.
L'omicidio pare esser stato commissionato da una banda rivale, il Clan Proietti: ne nasce una faida fatta di vendette sanguinose che porterà, nel giro d'un decennio, alla morte di quasi tutti gli appartenenti alle due bande criminali: la Banda Proietti, sterminata dalla Banda della Magliana, e la Banda della Magliana eliminata per una faida interna legata alla morte del suo capo carismatico.
Successivamente, in seguito alla morte di Danilo Abbruciati, avvenuta nel 1982, alcuni degli appartenenti alla banda iniziano a trafficare nel ramo degli stupefacenti slegati dal resto della banda, come fanno Enrico De Pedis (Renatino), Andrea Buonpadre e Raffaele Pernasetti (Er Palletta) e lo stesso Chichiarelli; e questo era considerato un alto tradimento da parte di Antonio Mancini (Accattone), di Fulvio Lucioli (Er Sorcio), die di Edoardo Toscano (Operaietto).
Altri duri colpi per la banda vennero con la morte di Abbruciati e di De Pedis. Infatti, il 27 aprile 1982 il vicepresidente del Banco Ambrosiano (la banca di Roberto Calvi, già in grave dissesto economico), Roberto Rosone subisce un attentato a Milano. Un killer, il volto celato da un passamontagna, in moto si accosta e tenta di sparare, ma la pistola s'inceppa. Una guardia giurata risponde al fuoco e uccide l'attentatore. È Danilo Abbruciati, boss della Banda della Magliana.
Il fatto che Abbruciati sia andato in trasferta a uccidere Rosone, è la prova del coinvolgimento della Banda della Magliana nel Caso Calvi. Enrico De Pedis, invece, viene freddato con pochi colpi di pistola mentre in ciclomotore si reca, in tarda mattinata, ad un appuntamento al mercato rionale di Campo de' Fiori il 2 febbraio 1990.

## Controversie

### Il falso comunicato brigatista
Martedì 18 aprile 1978 alle ore 09:25 a.m., alla redazione de Il Messaggero, una telefonata anonima annuncia che in un cestino di rifiuti di piazza Gioacchino Belli a Roma è nascosta una copia del comunicato n. 7 delle Brigate Rosse. L'Italia conosce il dramma della avvenuta esecuzione, e apprende che "il corpo del Presidente è nei fondali del Lago della Duchessa", al confine del Lazio con l'Abruzzo. L'autore di quel falso è Tony Chichiarelli, che ne parla agli amici nel suo piccolo laboratorio dove continua a riprodurre qualunque cosa, soprattutto i suoi quadri.
Ma a tutt'oggi non si conosce chi gli abbia dato l'ordine di redigere quel dattiloscritto. Non pare assolutamente possibile che sia una sua iniziativa, quella di un falsario poco conosciuto al grande pubblico, sulla cui militanza politica non si è mai riusciti a trovare delle certezze, tra chi lo vuole extraparlamentare di sinistra, chi di destra, e chi lo considera un cane sciolto. Chi gli ha commissionato il falso comunicato aveva certamente uno scopo che appare ancor oggi ignoto e neppure è dato conoscere quale fosse il messaggio trasversale che tale comunicato volesse lanciare.
L'esame del comunicato presenta alcuni aspetti definiti "suggestivi" dagli autori del saggio:
- Il 18 aprile una telefonata al Messaggero annuncia l'arrivo di un messaggio delle BR. È una fotocopia di un comunicato numero 7 che annuncia l'avvenuta esecuzione di Moro, il cui corpo si troverebbe nel lago della Duchessa. I Brigatisti generalmente lasciano dei ciclostilati.
- Il messaggio si presenta subito con caratteristiche completamente diverse dai precedenti: è molto breve, ironico e ha al suo interno diversi errori di ortografia. Non ci sono gli immancabili slogan conclusivi, l'intestazione "Brigate rosse" è scritta a mano. Nonostante ciò la relazione degli esperti garantisce l'autenticità del comunicato.

Secondo gli autori del libro "Il Falsario di Stato", il comunicato andrebbe letto nel seguente modo:
- Datato “18 aprile 1978”: trent'anni esatti dalla storica affermazione elettorale della Democrazia Cristiana che inaugurò l'esclusione dei comunisti dal governo.
- Un ostaggio non si suicida, generalmente. Anche i terroristi tedeschi della RAF, a cui allude il testo, terroristi assai affini alle BR italiane, è dubbio che si siano suicidati. Forse sono stati “suicidati” e – con buona probabilità - il messaggio che il falso comunicato vorrebbe inviare alle BR è che Moro vada “suicidato”.
- Nuovamente, il termine “limacciosi”, riferito ai fondali del lago, rimanda ad una lettera che Moro aveva inviato a Francesco Cossiga il 29 marzo. In essa, lo statista affermava che i compagni di partito si troverebbero “impantanati” nel caso non si trovasse una soluzione alla sua prigionia, in quanto egli avrebbe raccontato dettagli inediti e scomodi circa la politica segreta del Governo (Gladio ed altro). La risposta a Moro potrebbe essere che egli sarà “impantanato” qualora rivelasse i segreti di stato.
- Il riferimento al rapimento del giudice Mario Sossi, rilasciato dai brigatisti nel 1974, ed ai giudici del processo contro le BR a Torino implicherebbe che le condanne emesse a Torino non sarebbero compatibili con la liberazione dell'ostaggio. Garbatamente: “Fate di Moro quel che volete, tanto la trattativa è fallita e la sua vita non c'interessa più”.
- Il riferimento a Giulio Andreotti ed a Francesco Cossiga ed alle “malefatte” sarebbe da porre in relazione con le figure di coloro che abbandonerebbero Moro al proprio tragico destino.
- Il lago citato nel documento non dista molto dal paese natale del falsario, trovandosi nel comprensorio di Cartore, in provincia di Rieti, quasi una sorta di "firma" crittografata. Il lago, inoltre, si trova in una zona impervia difficilmente raggiungibile e solitamente ricoperta dalle nevi fino a primavera inoltrata.
- Ed - in ultimo - una coincidenza: il covo brigatista di Via Montalcini, ove Moro venne trasferito nell'ultimo mese, e dove venne ucciso, era nel quartiere della Magliana.

Ecco il testo integrale del falso comunicato N° 7:
È soltanto l'inizio di una lunga serie di "suicidi": il "suicidio non deve essere soltanto una "prerogativa" del gruppo Baader Meinhof.

Inizino a tremare per le loro malefatte i vari Cossiga, Andreotti, Taviani e tutti coloro i quali sostengono il regime.
P.S. - Rammentiamo ai vari Sossi, Barbaro, Corsi, ecc. che sono sempre sottoposti a libertà "vigilata".
18/4/1978 Per il Comunismo Brigate Rosse'.»
I cinque processi Moro hanno accertato che fu lui a realizzare materialmente il falso comunicato numero sette delle Brigate Rosse che annunciava la morte dello statista democristiano e la sua sepoltura presso il Lago della Duchessa, nel reatino, diffuso durante i 55 giorni del sequestro.
Chichiarelli si vantò del falso trattandolo alla stregua d'una burla. Nel libro s'avanza l'ipotesi che sia stato appositamente redatto al fine di creare un diversivo, allontanando le forze dell'Ordine dalla capitale e permettendo così ai brigatisti di traslocare in tutta tranquillità dal covo di via Gradoli a quello non ancora individuato di Via Montalcini, laddove Moro terminò la sua prigionia e fu - alla fine - giustiziato. Nonostante la ridda d'ipotesi, non venne però mai accertato chi fu a commissionarglielo.

### Il mistero dell'assassinio di Pecorelli
Carmine Pecorelli fu il direttore di un'agenzia di stampa specializzata nella divulgazione degli scandali politici durante gli anni settanta, Osservatore Politico (OP). La sera del 20 marzo 1979 fu ucciso all'interno della sua automobile, nel quartiere Prati di Roma, in via Tacito, poco lontano dalla redazione del suo giornale, con quattro colpi di una pistola calibro 7,65. I proiettili trovati nel suo corpo sono molto particolari, della marca Gevelot, assai rari sul mercato, anche clandestino, ma dello stesso tipo di quelli che sarebbero poi stati trovati nell'arsenale della Banda della Magliana nascosto nei sotterranei del Ministero della sanità, arsenale a cui attingevano pure i terroristi neofascisti dei NAR. Chichiarelli fu l'uomo che qualche tempo dopo il delitto Pecorelli confezionò e fece trovare in un taxi romano una serie di false "schede brigatiste" a carico di personaggi pubblici, insieme a oggetti che riportavano ai misteri del sequestro Moro (come una testina rotante IBM da macchina per scrivere, simile a quella usata per stilare i comunicati dei terroristi).
Chiara Zossolo riferì alla Corte perugina un suo ricordo del 1981: al Senato era in corso la polemica sulla famosa cena al ristorante "la Famjia piemonteisa", nel corso del quale il senatore Claudio Vitalone e altri personaggi dell'entourage andreottiano avevano offerto soldi a Pecorelli perché cessasse di attaccare Andreotti sul suo giornale, "OP". Commentando quel fatto, Chichiarelli spiegò di conoscere il vero motivo della morte del giornalista: "Pecorelli - disse l'uomo alla moglie - è stato ucciso perché aveva appurato delle cose sul sequestro Moro: era un brav'uomo e non meritava purtroppo di morire". A rendere ancora più pesante questo riscontro è una seconda deposizione, resa dalla testimone Franca Mangiavacca, segretaria e ultima compagna di Pecorelli. La signora Mangiavacca ha infatti riconosciuto, in mezzo a decine di fotografie, quella di Chichiarelli. È lui l'uomo che ha pedinato lei e Pecorelli nei giorni precedenti all'omicidio del giornalista.
Riassumendo, i giudici hanno stabilito con sufficiente certezza che Chichiarelli, poi a sua volta assassinato, partecipò alla fase di preparazione del delitto Pecorelli. Chichiarelli dice alla moglie di conoscere il motivo per cui il giornalista è stato ucciso, e questo motivo è lo stesso indicato molti anni dopo da Buscetta. Da qualche altra menzione, infine, sembra accertato che Chichiarelli fosse a conoscenza della fine di Mauro De Mauro, da mettersi in relazione col fallito Golpe Borghese e dal fatto che, ad organizzare quel tentativo di putsch, fossero stati i servizi segreti, come - peraltro - indica anche il colonnello Amos Spiazzi
L'indagine aperta all'indomani del delitto Pecorelli coinvolse nomi come Massimo Carminati (esponente dei Nuclei Armati Rivoluzionari e della Banda della Magliana), Licio Gelli, Antonio Viezzer, Cristiano e Valerio Fioravanti, tutti poi prosciolti il 15 novembre 1991. Nei mesi a seguire le ipotesi sul mandante e sul movente nacquero a grappoli: da Gelli e la mafia, fino ad arrivare ai petrolieri ed ai falsari (Antonio Chichiarelli) di De Chirico. La presunta relazione tra l'omicidio Moro e quello di Pecorelli, teoria che attualmente gode del maggior credito, venne fuori solo più tardi.
Nel marzo del 2023 Raffaella Fanelli, giornalista che nel 2019 era riuscita a far riaprire il caso, ospite ad Atlantide ha raccontato di aver saputo da poco dal generale dei Carabinieri Antonio Cornacchia, anch'egli iscritto alla loggia P2, che Antonio Chichiarelli, suo informatore, 48 ore dopo la morte di Pecorelli aveva fatto una chiamata anonima al procuratore capo della Repubblica di Roma, Giovanni De Matteo, che si occupava del caso insieme a Domenico Sica, indicando in Licio Gelli il mandante dell'omicidio di Pecorelli e collegando la sua morte a quella di Vittorio Occorsio, magistrato che stava indagando sulla P2 prima di essere ucciso.

### Il mistero del borsello, della testina rotante e del Memoriale di Moro
Il 21 marzo 1979, ad un giorno dall'omicidio Pecorelli, Chichiarelli "dimentica" su un taxi un borsello con alcuni oggetti legati al drammatico sequestro. Tra questi, 9 proiettili calibro 7,65 Nato (in dotazione alle forze dell'ordine), una pistola Beretta calibro 9 con la matricola abrasa (Moro viene ucciso con 11 colpi, 10 calibro 7,65, uno calibro 9); fazzoletti di carta “Paloma” (gli stessi usati per tamponare le ferite durante il trasporto del cadavere nella Renault 4 e di cui gli stessi brigatisti non erano a conoscenza, come emerse dai processi); alcuni messaggi in codice e indirizzi sottolineati; false schede segnaletiche brigatiste per la raccolta dati su personaggi politici, tra i quali Pietro Ingrao; medicinali identici a quelli assunti da Moro e un pacchetto di sigarette dello stesso tipo fumato da Moro. Secondo la testimonianza dei pentiti della Banda della Magliana, Chichiarelli aveva affermato di esser deluso per la magra ricompensa ai suoi servizi resi durante la prigionia di Moro.
Altro episodio sconcertante è quello legato alla testina rotante IBM della macchina da scrivere utilizzata per redigere il falso comunicato del Lago della Duchessa. Lunedì 5 agosto 1979, Chichiarelli fu fermato per un controllo, e gli fu contestato il possesso di una testina IBM. Al che il falsario si giustificò con il fatto che era stato proprietario di un negozio che vendeva macchine da scrivere chiuso poco tempo prima, e che doveva consegnare la testina rotante ad un cliente al quale precedentemente aveva venduto una IBM. E che era usata, "probabilmente provata dalla fabbrica" per un controllo di qualità prima della consegna al suo negozio. Gli accertamenti fatti dagli agenti confermarono questa versione, e pertanto nessun provvedimento fu preso. La testina venne restituita a Chichiarelli e nessuna ulteriore indagine venne approntata.
Chichiarelli era stato pure l'artefice di altri documenti e materiali di provenienza apparentemente brigatista, ma in realtà apocrifi, fatti ritrovare a Roma in quattro occasioni diverse, tutte successive alla conclusione della vicenda Moro: la prima delle quali il 20 maggio 1978, altre due nel 1979, e l'ultima il 17 novembre 1980. Le analogie fra tali episodi e l'emissione del finto comunicato del 18 aprile 1978, nonché i molteplici ed espliciti richiami a quest'ultimo che erano presenti nei testi disseminati più tardi, hanno fatto ritenere probabile che anche l'indicazione del Lago della Duchessa fosse opera di Chichiarelli. Questa impressione ha ricevuto infine conferme testimoniali da parte della ex moglie del falsario, Chiara Zossolo, e di persone che erano in contatto con lui quando era ancora in vita, e che dissero di averne raccolto le confidenze.
La cosa sorprendente è che in tutti questi falsi comunicati si fa esplicito riferimento al memoriale completo di Moro, scoperto solo nel 1990.
Secondo le rivelazioni di Buscetta, dal "caso Pecorelli" si passa al caso del cosiddetto memoriale Moro nelle due versioni: quella "censurata", trovata nel 1978, e quella integrale rinvenuta soltanto nel 1990. È probabile, secondo i magistrati, che il generale Carlo Alberto dalla Chiesa abbia avuto tra le mani, fin dal 1978, la versione integrale. Ed è altrettanto probabile che Carlo Alberto dalla Chiesa e Pecorelli si siano incontrati almeno due volte dopo il rinvenimento del primo memoriale. Terza cosa - certa - è che Pecorelli sapeva bene che il memoriale pubblicato dai giornali è monco: "La lettura del testo del memoriale Moro - scrive su "OP" Pecorelli il 24 ottobre 1978, due settimane dopo il ritrovamento da parte degli uomini di dalla Chiesa - ha già sollevato dubbi sulla sua integrità. Esiste infine un altro memoriale in cui Moro sveli importanti segreti di Stato?". Articoli sgraditi anche perché nei successivi numeri di "OP" Pecorelli comincia a pubblicare notizie e documenti esclusivi proprio su quegli argomenti - scandalo Italcasse, caso Sindona, riferimenti velati all'operazione Gladio - che sono contenuti nel memoriale integrale, quello che diventerà pubblico solo nel 1990. Ancora poco chiaro è il nome di colui che passò a Pecorelli queste notizie. Come ignoto è il nominativo di colui che passò a Pecorelli la notizia, in anteprima, che il messaggio del Lago della Duchessa fosse un falso creato ad arte.

### La rapina del secolo
La sede romana della Brink's Company, società di trasporto valori, si trova al chilometro 9,600 della statale Aurelia. Negli anni settanta, uno degli azionisti della società era il bancarottiere Michele Sindona.
A posteriori, in tribunale, la moglie Chiara Zossolo indicherà che fu Tony a progettare una delle più grandi rapine avvenute in Italia, quella dei 35 miliardi di lire sottratti nel caveau della Brink's Securmark.
Un colpo magistrale, addirittura fin troppo facile, a detta degli inquirenti. Non è certo che Tony avesse cooperato con gli altri colleghi della Banda della Magliana. Pare che gli altri appartenenti alla banda non parlassero con un accento romano (tipico dei membri della Banda della Magliana), bensì piemontese. Appare certo che esistessero almeno un paio di basisti appartenenti all'istituto vittima del furto, un dipendente ed un ex-dipendente.
Inoltre, le indagini hanno appurato che Chichiarelli avesse compiuto un sopralluogo qualche settimana prima del fatto addirittura entro il perimetro della banca, dopo l'orario di chiusura. Circa la banca, Chichiarelli conosceva la planimetria in modo dettagliato, così come i turni di sorveglianza ed i nominativi delle guardie. Per la riuscita del colpo, inoltre, aveva utilizzato un furgone in tutto simile a quello di proprietà della banca, di cui conosceva accuratamente e specificamente ogni movimento.
La Brink's Securmark non era propriamente una banca, bensì si trattava di un deposito che faceva capo a una catena bancaria di Michele Sindona. La sera del 23 marzo 1984, un sabato, quattro uomini con il volto coperto da maschere, prelevano, verso l'ora di chiusura, una delle guardie giurate, Franco Parsi, al momento di rincasare. Il custode avrebbe dovuto iniziare il nuovo turno soltanto la mattina di lunedì 25 marzo, due giorni dopo. Lo condussero a casa, dicendo a lui ed ai famigliari di essere un commando delle Brigate Rosse. Lo tennero in ostaggio fino all'alba della mattina successiva insieme alla moglie, alla suocera ed ai figli. Poi uno dei rapinatori rimase nell'abitazione per tenere a bada i familiari, virtualmente degli ostaggi veri e propri, mentre gli altri tre condussero la guardia giurata, che aveva le chiavi, al caveau della banca, dove disarmarono altri due agenti e senza sparare un colpo portarono via denaro liquido, traveller's cheque, oro e preziosi per una cifra astronomica, che fu stimata intorno a 35-37 miliardi (stima fatta dalla banca stessa, che stanziò due miliardi di ricompensa a chi avesse fornito informazioni utili al recupero della refurtiva).
Chichiarelli, invece, parlò alla compagna di almeno 50-55 miliardi, di cui due dati ai basisti ed altri venti ceduti ai complici con cui aveva condotto in porto l'impresa. In pratica, almeno 30 miliardi erano tutti per il solo Chichiarelli.
Non fu una rapina qualsiasi: sul bancone gli ignoti lasciarono una serie di oggetti che stavano simbolicamente a rappresentare il vero significato dell'impresa. Una granata Energa, sette proiettili calibro 7,62, sette piccole catene e sette chiavi. La bomba Energa era dello stesso tipo usata durante l'agguato al colonnello Varisco (il tenente colonnello Antonio Varisco, comandante del nucleo dei carabinieri del Tribunale di Roma, venne ucciso dalle Brigate Rosse il 13 luglio 1979) e proveniva dal deposito clandestino di armi di via Liszt.
Le sette chiavi e le sette catene furono lette come un chiaro riferimento al falso comunicato delle Brigate Rosse sul lago della Duchessa, mentre i sette proiettili calibro 7,62 riportano all'omicidio di Mino Pecorelli, e c'erano anche le cinque schede, identiche a quelle ritrovate dentro il borsello abbandonato nel taxi da Tony Chichiarelli all'epoca dell'omicidio del giornalista: gli oggetti lasciati intenzionalmente sul luogo della rapina facevano così affiorare lo stretto collegamento tra la fine del direttore di OP e il rapimento e la morte di Aldo Moro.
Furono lasciati anche falsi volantini di rivendicazione brigatista della rapina e le immancabili foto Polaroid scattate ai guardiani legati con, sullo sfondo, il drappo raffigurante la stella, emblema del gruppo terroristico. A differenza di quanto avvenne per il falso comunicato del Lago della Duchessa, in questa occasione gli specialisti riconobbero immediatamente come falsi sia i volantini di rivendicazione, che le fotografie.
Dopo la rapina miliardaria alla Brink's Company del 1984, nella quale pare fosse il capo del commando, Chichiarelli iniziò ad investire il frutto della rapina nel mercato immobiliare ed in quello degli stupefacenti. Egli venne ucciso sei mesi più tardi, il 28 settembre, in circostanze mai chiarite mentre stava rientrando a casa insieme alla nuova compagna e al figlio di pochi mesi.
Tra le ipotesi formulate:
- Una vendetta della malavita per il florido commercio di stupefacenti nel frattempo avviato dal falsario.
- Un regolamento di conti all'interno della malavita (la banca rapinata era collegata all'impero di Michele Sindona).
- Una "eliminazione preventiva" ad opera dei servizi segreti, essendo il Chichiarelli un personaggio poco discreto, come accertato in aula giudiziaria dalle testimonianze della moglie, della compagna e dei conoscenti.
- Uno sgarro ai suoi compagni della Banda della Magliana nel caso la rapina fosse stata compiuta da esponenti non appartenenti alla banda stessa, oppure, qualora i proventi della rapina non fossero stati divisi con gli appartenenti alla banda medesima, in base al patto di sangue che legava i componenti dell'associazione criminale.
- Una eliminazione volta allo scopo di recuperare i documenti compromettenti stipati nel caveau della Brink's Securmark, tra i quali le famose polaroid che ritraevano Aldo Moro vivo nel carcere brigatista: al processo infatti fu avanzata l'ipotesi che il falsario rapinatore non avesse rispettato i patti coi servizi segreti, intenti a recuperare quello scottante materiale, alla base, fu detto, del vero movente della rapina stessa.

### L'uccisione di Chichiarelli
(Rivelazioni di Maurizio Abbatino, ex boss della Banda della Magliana.)
Anche la ricostruzione della morte di Chichiarelli è nebulosa, in quanto esistono due differenti versioni, nient'affatto coincidenti, circa le circostanze dell'omicidio di cui il falsario rimase vittima.
In base alle ricostruzioni del programma Blu notte - Misteri italiani, Chichiarelli e la compagna vennero affrontati dal loro assassino verso le 3 del mattino del 28 settembre 1984 sul pianerottolo di casa, all'uscita dall'ascensore. L'assassino avrebbe sparato prima al falsario e successivamente alla sua convivente. Il calibro dei proiettili era 6.35.
Invece, secondo testimoni oculari citati nel libro Il falsario di Stato di Nicola Biondo e Massimo Venezioni, Chichiarelli subì un agguato la sera del 27 settembre 1984, in via Martini 26, a Talenti, a due passi da viale Ugo Ojetti, mentre rincasava a bordo della sua auto, una Mercedes 190, insieme alla compagna ventunenne Cristina ed al figlioletto di appena un mese d'età collocato in un seggiolino sul sedile posteriore dell'auto. L'assalitore attese che la compagna di Chichiarelli scendesse dall'auto per spararle a bruciapelo un colpo con una pistola munita di silenziatore. La pallottola trapassò un occhio della vittima ed uscì dalla parte posteriore del cranio. Seppur gravemente ferita, la ragazza sopravvisse. Stando alle foto, la donna venne raggiunta all'occhio sinistro, braccio ed avambraccio destro dai colpi d'una pistola calibro 6,35 e s'accasciò priva di conoscenza accanto allo sportello aperto della Mercedes 190. Chichiarelli allora scese di corsa dall'auto inseguendo l'assalitore, ma questi ad un certo punto si voltò e gli scaricò addosso l'intero caricatore della pistola: Chichiaelli prima venne colpito due volte all'emitorace destro, poi - nel tentativo di fuga - il killer lo raggiunse nell'attigua via Landini al civico 5, vicino alla sezione 4 dell'Istituto "Vigili dell'Urbe", e gli sparò due colpi alla testa. Al rumore degli spari, due metronotte, Erasmo Caponera e Giovanni Bellachioma, si precipitarono fuori e si dettero all'inseguimento dello sparatore, un giovane descritto "di piccola statura, poco più d'un metro e sessanta, con indosso calzoni jeans ed un giubbetto forse di colore verde". I metronotte esplosero qualche colpo in aria, ma quello, ancora con la pistola in mano, ritornò in via Martini verso via Ojetti. I due s'arrestarono per soccorrere la ragazza esanime al suolo.
Il piccolo Dante venne affidato alla nonna materna; Chichiarelli e la sua compagna vennero ricoverati al Policlinico Umberto I. La ragazza si salvò, ma Chichiarelli morì, a 36 anni, alle sette del mattino, senza avere ripreso conoscenza. Gli inquirenti posseggono questo solo elemento, di partenza: quando giunsero i soccorsi, Chichiarelli era ancora vivo, ma morì dopo alcune ore all'ospedale, nella prima mattina del 28 settembre; lo sparatore che lo ha centrato con sette colpi su dieci, un vero professionista ingaggiato da ignoti era l'esecutore di un tipico "regolamento di conti".
Il primo mistero di quest'omicidio riguarda l'identità del vero bersaglio dell'agguato. Sembra infatti probabile che non fosse Chichiarelli il vero obiettivo, ma la sua compagna. Un'intimidazione in piena regola che ebbe un esito non previsto: l'assassino sparò a Chichiarelli solo dopo che questi aveva iniziato ad inseguirlo, stando alle testimonianze. La tipologia dell'agguato, inoltre, sembrerebbe esser riconducibile sia ad un regolamento di conti tra malavitosi, sia ad un'intimidazione tipica della guerra di spie.

#### I misteri circa la morte di Chichiarelli
A parte la dinamica dell'omicidio, anche l'assenza di un'autopsia sul cadavere non permise di appurare dati assai importanti concernenti il calibro dei proiettili.
Ma i misteri più fitti emersero in seguito alla morte del falsario. Solo nella perquisizione della sua abitazione, eseguita dopo la sua morte, vennero trovate le prove della sua attività, dei suoi contatti, delle sue conoscenze, ma non dei suoi mandanti. Sul cadavere venne trovata solo una tessera recante la scritta "Critico d'arte", ma non i documenti d'identità o la patente di guida. La convivente, miracolosamente salva, dal letto d'ospedale testimoniò di non conoscere i precedenti penali di Chichiarelli, né altra attività, se non quella di commerciante in quadri. Testimoniò anche che l'uomo era separato dalla moglie da due anni e che il loro incontro era avvenuto nel gennaio 1983; inoltre, la notte fatale, tra il 27 e il 28 settembre, alle ore 2.45, essi stavano rientrando a casa, via Martini 26, al quartiere Talenti, da una festa in casa d'un noto mercante di quadri. A casa del malavitoso vennero reperite due rivoltelle calibro 38 special con matricola abrasa e, dentro un contenitore di pellicole fotografiche, un cartoccetto di polvere bianca. All'interno della cassaforte giacciono 37 milioni in contanti, gioielli e oggetti di grande valore ed una videocassetta. Vi era registrato lo "Speciale Tg1" sulla rapina alla Brink's Securmark di soli sei mesi prima. Vennero pure trovate delle fotografie "Polaroid", in cui era ritratto Aldo Moro vivo nella "prigione del popolo" brigatista.